# تحمض المحيطات

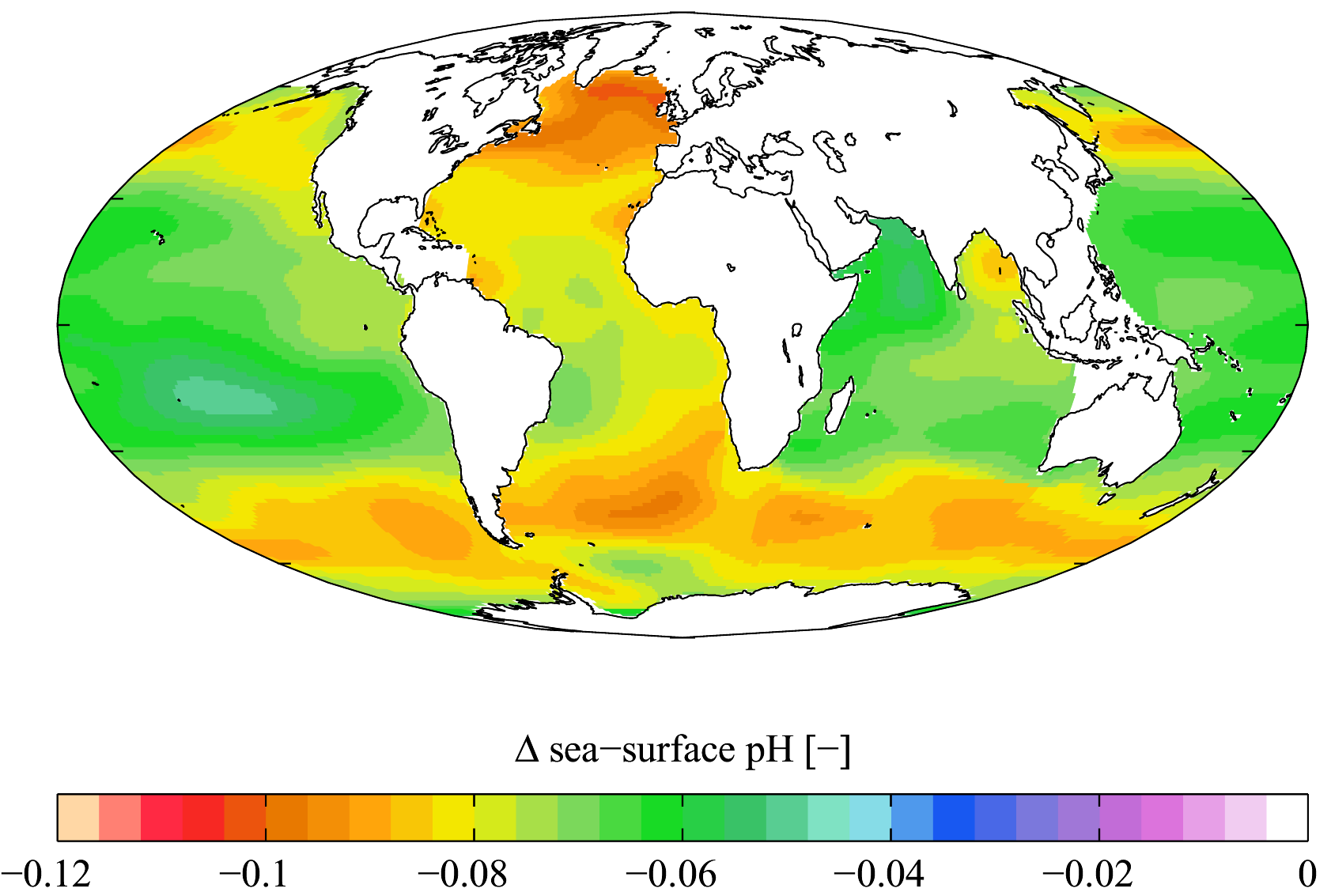
انخفاض الباهاء pH في المياه السطحية للبحار والمحيطات بسبب النشاط الإنساني التقني وزيادة ثاني أكسيد الكربون في الجو بين عام
1700 و 1990

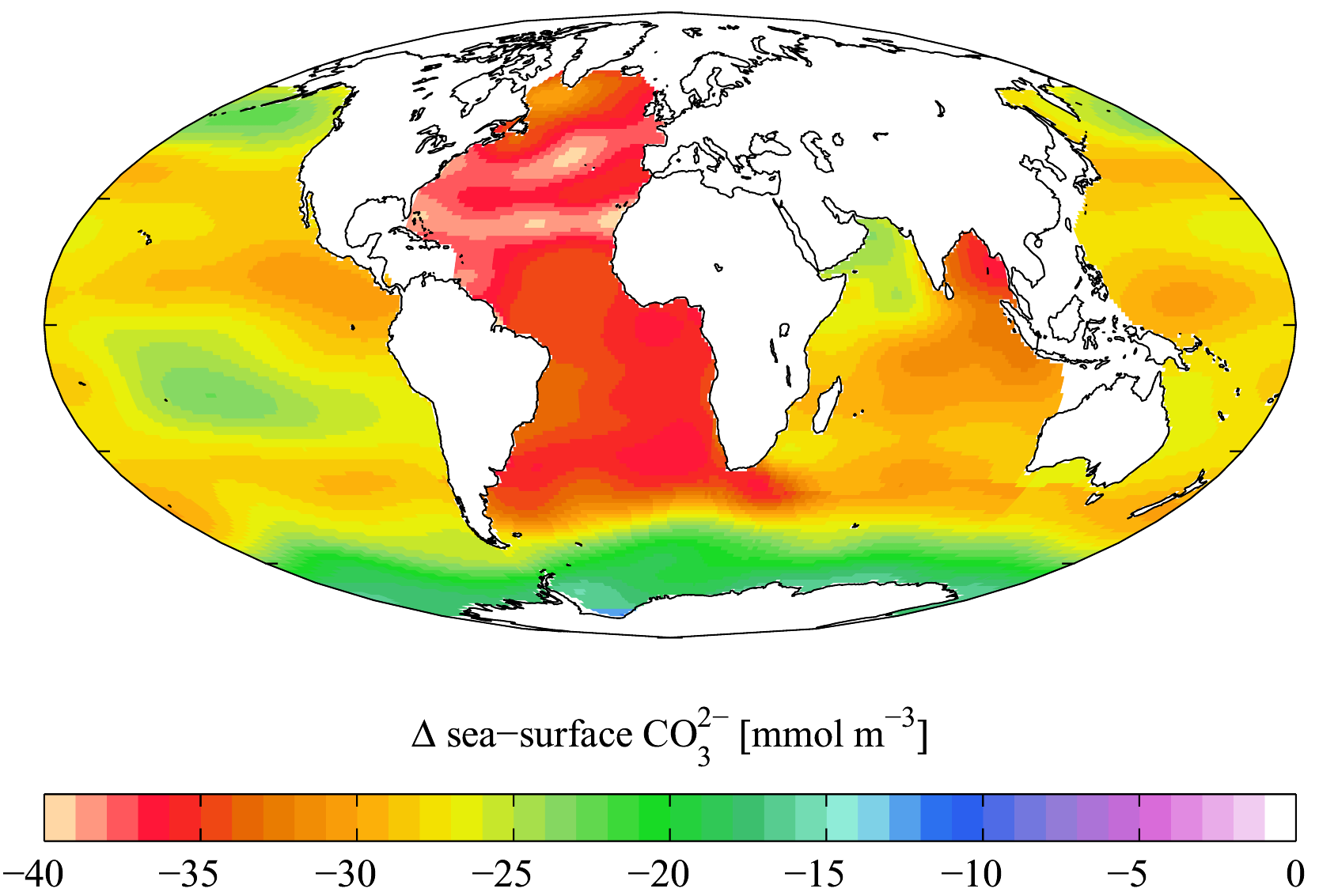
انخفاض تركيز أيونات الكربونات (CO_{3}^{2−}) في المياه السطحية للبحار والمحيطات بين عامي 1700 و 1990.

تحمّض المحيطات  (أو زيادة حموضة المحيطات) هو اسم أطلق على التناقص الجاري للأس الهيدروجيني PH للمحيطات   الأرضية نتيجة زيادة امتصاص هذه المحيطات للانبعاثات ذات المصدر البشري لثنائي أكسيد الكربون من الغلاف الجوي. يقدر تناقص حموضة المحيطات في السنوات من 1974 إلى 1994 من 8.179 إلى 8.104 ، وهذا التغير يمثل -0.075 على المقياس اللوغارتمي والذي يمثل زيادة في تركيز شوارد الهيدروجين H+ الحامضية بنسبة 18.9% . ومع العقد الأول من القرن العشرين فإن صافي تغير نسبة الـ PH بالنسبة للعوامل الصناعية حوالي -0.11 وهو ما يمثل زيادة في حموضة المحيطات الأرضية بحوالي 30% .
عواقب هذا الانخفاض في قاعدية مياه البحار والمحيطات تكون سلبية على الأحياء الصدفية، التي تحيط نفسها بطبقة واقية صدفية وتشكل هيكلها الداخلي الجيري، بسبب انخفاض باهاء pH البحار والمحيطات . ونظرا لأن تلك الكائنات هي جزء من السلسلة الغذائية للأسماك والأحياء البحرية فمن الممكن أن يكون لهذا الأنخفاض في الباهاء عواقب وخيمة، وكذلك على الإنسان الذي يعتمد في غذائه أيضا على الأسماك.
يرفع ثاني أكسيد الكربون الذائب في ماء البحر تركيز أيون الهيدروجين (H+)، ما يؤدي إلى انخفاض الرقم الهيدروجيني (pH) للمحيط حسب المعادلة التالية:
**معادلة**
وضع كلّ من كالديرا وويكيت (2003) معدل التغيرات الحديثة وحجمها في تحمض المحيطات ضمن التغيرات التاريخية المحتملة خلال 300 مليون سنة الماضية.
منذ بداية الثورة الصناعية، امتصت المحيطات نحو ثلث ثاني أكسيد الكربون الذي أنتجته البشرية منذ ذلك الحين، ويُقدر أن الرقم الهيدروجيني (pH) لأسطح المحيطات قد انخفض بأكثر من 0.1 بقليل على المقياس اللوغارتمي له، والتي تمثّل زيادة بنسبة 29% في أيون الهيدروجين (H+). يتوقّع أن ينخفض الرقم الهيدروجيني بمقدار 0.3 إلى 0.5.

## دورة الكربون

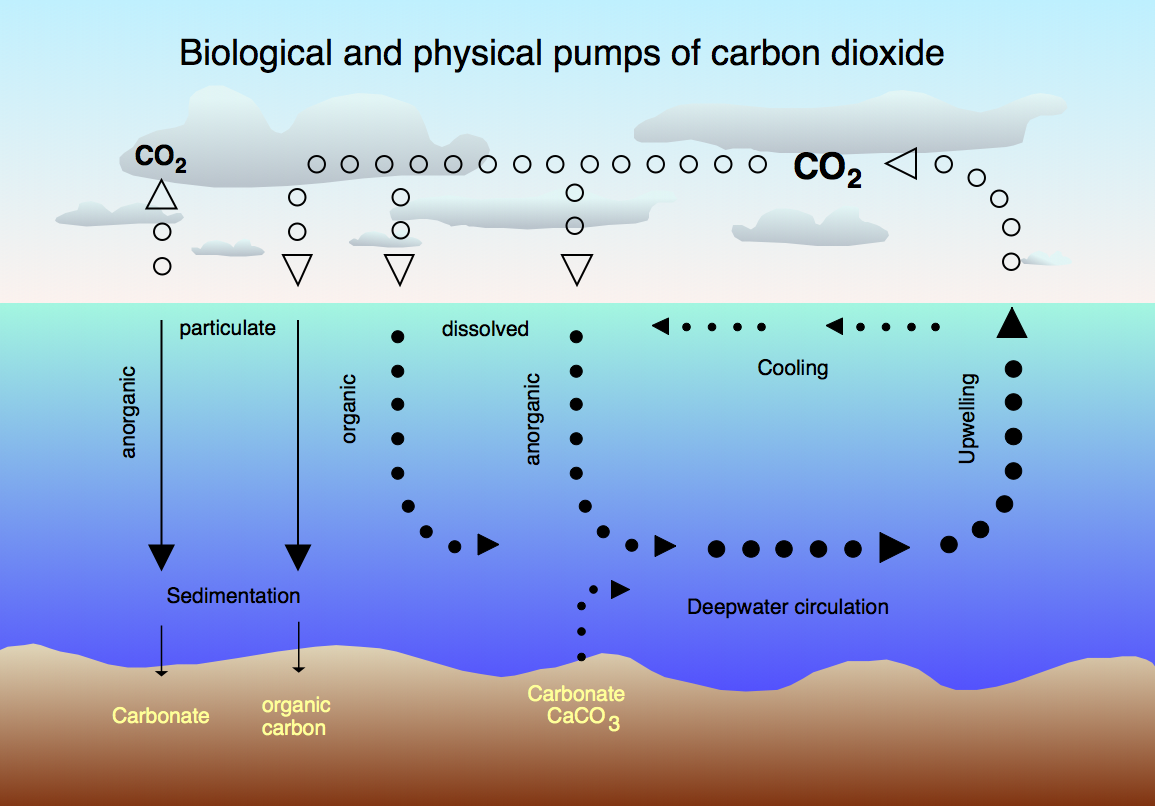
دورة ثاني أكسيد الكربون في الجو والمحيطات (وتسمى أحيانا "مضخة الذوبان".

تصف دورة الكربون توزيع ثاني أكسيد الكربون بين (CO2) بين المحيطات والغلاف الجوي للأرض وأيضا توزيعه على اليابسة. , and the غلاف جوي. والنشاط الإنساني المتمثل في حرق الوقود الأحفوري واستغلال الغابات فقد أدى ذلك إلى زيادة في كمية ثاني أكسيد الكربون CO2في الهواء. وبقيت منهُ 45% في الجو، ومعظم بقيته انتشرت وذابت في المحيطات وجزء منها استعادته الغابات.
وتشمل دورة الكربون المركبات العضوية مثل سيلولوز و مركبات الكربون غير العضوية مثل ثاني أكسيد الكربون، وايونات الكربونات وأيونات البيكربونات. ووجود المركبات غير العضوية مهم بالنسبة إلى تحمض المحيطات بسبب ثاني أكسيد الكربون الذائب فيه.
عندما يذوب ثاني أكسيد الكربون في الماء فهو يتفاعل مع الماء، وينشأ توازنا في تركيز المركبات الكيميائية الأيونية وغير الأيونية بين الأنواع :
ثاني أكسيد الكربون ذائب (CO2(aq))، حمض الكربونيك (H2CO3)، بيكربونات (HCO3-) والكربونات (CO32-).
وتعتمد نسب تلك المركبات على درجة حرارة ماء البحر و الضغط وتركيز ملوحة الماء.
تلك المركبات المختلفة تنتشر من سطح المياه إلى أعماق البحار والمحيطات وتؤثر على معيشة الأحياء فيها.

## تحمض المحيطات المنتظر
| الزمن                        | pH     | التغير النسبي للـ pH بما قبل العصر الصناعي | المصدر                      | تغير تركيز H+ بالمقارنة بالعصر قبل الصناعي |
| ---------------------------- | ------ | ------------------------------------------ | --------------------------- | ------------------------------------------ |
| قبل العصر الصناعي (القرن 18) | 8.179  |                                            | تحليلات عملية[إخفاق التحقق] |                                            |
| الماضي القريب (1990)         | 8.104  | −0.075                                     | في المحياطات                | + 18.9%                                    |
| المستوى الحالي               | ~8.069 | −0.11                                      | field                       | + 28.8%                                    |
| 2050 (2×CO2 = 560 ppm)       | 7.949  | −0.230                                     | حسابات نماذج[إخفاق التحقق]  | + 69.8%                                    |
| 2100 (IS92a)                 | 7.824  | −0.355                                     | نموذج[إخفاق التحقق]         | + 126.5%                                   |

إذا استمر إنتاج ثاني أكسيد الكربون بالمعدل الحالي في العالم فيتوقع زيادة تحمض المحيطات بنسبة 150% في عام 2100؛ وهو قدر لم يحدث في الماضي منذ نحو 400,000 سنة.
طبقا للمعاهد البريطانية لبحوث تحمض المحيطات 

## التأثيرات المحتملة
قد يكون لزيادة الحموضة عواقب ضارّة، مثل: انخفاض معدلات الأيض لدى حبّار هومبولدت، وانخفاض الاستجابات المناعية لبلح البحر الأزرق، وتبييض الشعب المرجانية، ويمكن أن يكون لذلك فوائدَ، مثل: زيادة معدل نمو نجم البحر بيسستر أوتشريسوس (باللاتينية: Pisaster ochraceus)، وإمكانية ازدهار أنواع العوالق المقصوفة في المحيطات المتغيرة.
يصف كلّ من التقرير المُعنون «موجز تحمّض المحيطات لصناع السياسات لعام 2013»، والتقرير المعتمد من الفريق الحكومي الدولي المعني بدراسة تغير المناخ بعنوان «التقرير الخاص عن المحيطات والغلاف الجليدي في مناخ متغير»، الصادر في عام 2019 نتائج البحوث والآثار المحتملة.

### التأثير على أسماك الشعاب المرجانية
يؤدي حرق الوقود الأحفوري إلى إنتاج ثاني أكسيد الكربون، ما أدى إلى أن تصبح المحيطات أكثر حمضية؛ لأن ثاني أكسيد الكربون يحل في الماء مشكّلًا أيون البيكربونات الحمضية، وهذا يؤدي إلى انخفاض الرقم الهيدروجيني، فتنفصل الشعاب المرجانية عن طحالب كانت قد شكلت علاقة تكافلية معها، ما يؤدي في النّهاية إلى موتها بسبب نقص المواد الغذائية.
بسبب كون الشعاب المرجانية من أكثر النظم البيئيّة تنوّعًا على الكوكب، فإن ابيضاضها الناجم عن تحمّض المحيطات يمكن أن يؤدي إلى خسارة كبيرة في موطن أنواع عديدة من أسماك الشعاب المرجانية، ما يؤدي إلى زيادة ضراوتها، وانقراض أنواع منها لا حصر لها في النهاية. سيقلل ذلك كثيرًا من التنوع الكلي للأسماك في البيئات البحرية، ما سيتسبب في موت العديد من الحيوانات المفترسة لأسماك الشعاب المرجانية بسبب انقطاع سلسلة الغذاء الطبيعية، وستتأثر السلاسل الغذائية في الشعاب المرجانية كثيرًا؛ لأن بانقراض نوع معيّن أو انخفاض انتشاره فحسب، ستفقد الحيوانات المفترسة الطبيعية لها مصدرها الغذائي الأساسي؛ ما سيتسبب في انهيار للسلسلة الغذائيّة. كذلك، إذا حدث مثل هذا الانقراض في المحيطات، فإنه سيؤثر بشدة على البشر؛ لأن الكثير من طعامهم يعتمد على الأسماك أو الحيوانات البحرية الأخرى.
سيتسبب تحمّض المحيطات الناجم عن الاحتباس الحراري في تغيير الدورة الإنجابية لسمكة الشعاب المرجانية التي عادة ما تتكاثر خلال أواخر الربيع والخريف. بالإضافة إلى ذلك، ستكون هناك زيادة في معدلات الوفيات بين يرقاتها؛ لأن البيئة الحمضية تؤدي إلى تباطؤ نموها. يعدّ المحور الوطائي النخامي الغدي التناسلي أحد المتواليات التنظيمية في الأسماك لغرض التكاثر، الذي يتحكم فيه بشكل أساسي درجة الحرارة المحيطة بالمياه. بمجرد بلوغ الحد الأدنى من درجات الحرارة، يزداد إنتاج التوليف الهرموني زيادة كبيرة، ما يجعل السمكة تنتج خلايا البويضة الناضجة والحيوانات المنوية. سيكون للتكاثر في الربيع فترة قصيرة، وكذلك سيتأخر التكاثر في الخريف كثيرًا. سيكون هناك انخفاض كبير في عدد أسماك الشعاب المرجانية الصغيرة التي تبقى على قيد الحياة حتى مرحلة النضج بسبب ارتفاع مستويات ثاني أكسيد الكربون في المحيط الناجم عن ابيضاض المرجان. هناك أيضًا دليل يثبت أن سمك المرحلة الجنينية واليرقانية لم ينضج بما يكفي للتعبير عن المستويات المناسبة من تنظيم الأحماض/القواعد الموجودة لدى البالغين، سيؤدي هذا في النهاية إلى نقص الأكسجين بسبب تأثير بور الذي يؤدي إلى نزع الأكسجين من الهيموجلوبين، ما ينتج عنه زيادة معدل الوفيات، فضلًا عن تدهور أداء النمو بالنسبة للأسماك في ظروف حمضية خفيفة مقارنة بالنسب الطبيعية للحمض الذائب في المياه البحرية.

### آثار غير بيولوجية
إذا تركنا الآثار البيولوجية المباشرة جانبًا، فمن المتوقع أن يؤدي تحمض المحيطات في المستقبل إلى انخفاض كبير في دفن الرواسب الكربونية لعدة قرون، بل وحتى انحلال الرواسب الكربونية الموجودة، وهذا من شأنه أن يؤدي إلى ارتفاع مستوى القلوية في المحيطات، ما يؤدي إلى تهيئتها لتصبح خزّانًا لثاني أكسيد الكربون مع الاشتراك في الاحتباس الحراري؛ لأن ثاني أكسيد الكربون يغادر الغلاف الجوي للمحيطات.

### الأثر على الصناعة البشرية
يشمل خطر تحمض المحيطات انخفاض مصايد الأسماك التجارية وتدهور السياحة والاقتصاد في القطب الشمالي. تتعرض مصايد الأسماك التجارية للخطر بسبب التحمض الذي يلحق الضرر بالكائنات المتكلسة التي تشكل قاعدة لسلاسل الغذاء في القطب الشمالي.

### الأثر على الشعوب الأصلية
يمكن للتحمض أن يضر باقتصاد السياحة في القطب الشمالي وأن يؤثر على أسلوب حياة الشعوب الأصلية. يعد صيد الأسماك جانبًا رئيسًا للسياحة في القطب الشمالي، وهو مهددٌ إذ إن انهيار سلاسل الغذاء التي توفر الطعام للأسماك الثمينة يؤثر عليه، ويؤدي انخفاض السياحة إلى انخفاض الإيرادات في المنطقة، ويهدد الاقتصادات التي تعتمد بشكل متزايد على السياحة، ويمكن أن يؤثر الانخفاض السريع في الحياة البحرية أو اختفاؤها أيضًا على النظام الغذائي للسكان الأصليين.